# Hydropsyche alternans
Hydropsyche alternans là một loài Trichoptera trong họ Hydropsychidae. Chúng phân bố ở miền Tân bắc.